# Law Glacier
Law Glacier är en glaciär i Antarktis. Den ligger i Östantarktis. Nya Zeeland gör anspråk på området. Law Glacier ligger 1 873 meter över havet.
Terrängen runt Law Glacier är en högslätt. Trakten är obefolkad. Det finns inga samhällen i närheten.